# Perrigny, Yonne
Perrigny är en kommun i departementet Yonne i regionen Bourgogne-Franche-Comté i norra Frankrike. Kommunen ligger i kantonen Auxerre-Nord som tillhör arrondissementet Auxerre. År 2022 hade Perrigny 1 254 invånare.

## Befolkningsutveckling
Antalet invånare i kommunen Perrigny
| Referens: INSEE |